# Charles Auguste Briot
Charles Auguste Albert Briot [šárl ógyst albér brio] (19. července 1817 Saint-Hippolyte, Doubs – 1882 Bourg-d'Ault) byl francouzský matematik a fyzik. Zabýval se eliptickými funkcemi.

## Život
Narodil se v roce 1817 v obci Saint Hippolyte ve Francii. Roku 1842 dosáhl doktorského titulu a stal se profesorem na lyceu v Orléans, o tři roky později na fakultě věd v Lyonu. Byl též profesorem speciální matematiky na Bonapartově lyceu a od roku 1870 až do smrti profesor na fakultě nauk v Paříži. Publikoval četné práce v oblasti matematiky a matematické fyziky.